# Chebi járás

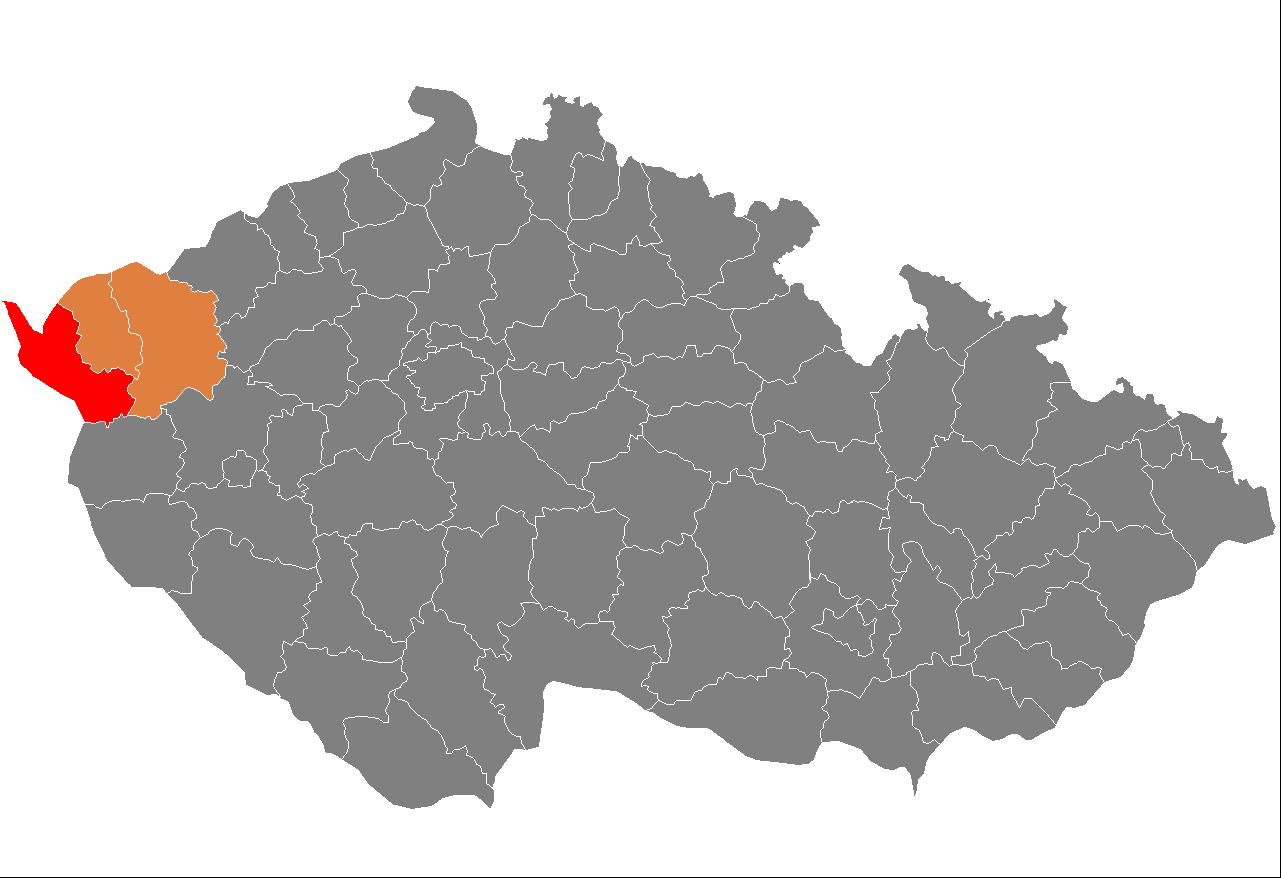
A Chebi járás közigazgatási területe (piros színnel jelölve) Csehország térképén

A Chebi járás (csehül Okres Cheb) Csehország Karlovy Vary-i kerületének közigazgatási egysége. Székhelye Cheb. Az ország legnyugatibb fekvésű járásának területe 1045,94 km², lakosainak száma 93 112. A területén fekvő 30 község és 10 város összesen 154 település(rész)ből tevődik össze.

## A járás városai és községei
| Település                            | Rang   | Településrészei |
| ------------------------------------ | ------ | --- |
| Aš (Asch)                            | város  | Aš, Dolní Paseky, Doubrava, Horní Paseky, Kopaniny, Mokřiny, Nebesa, Nový Žďár, Vernéřov |
| Dolní Žandov (Untersandau)           | község | Dolní Žandov, Horní Žandov (Obersandau), Podlesí (Markusgrün), Salajna (Konradsgrün), Úbočí (Amonsgrün) |
| Drmoul (Dürrmaul)                    | község | |
| Františkovy Lázně (Franzensbad)      | város  | Aleje-Zátiší, Dlouhé Mosty (Langenbruck), Dolní Lomany (Unterlohma), Františkovy Lázně, Horní Lomany (Oberlohma), Krapice (Kropitz), Slatina (Schlada), Žírovice (Sirmitz)                                                                        |
| Hazlov (Haslau)                      | község | Hazlov, Lipná (Lindau), Polná (Hirschfeld), Skalka (Rommersreuth), Vlastislav (Seichenreuth), Výhledy (Steingrün) |
| Hranice (Roßbach)                    | város  | Hranice, Pastviny, Studánka, Trojmezí |
| Cheb (Eger)                          | város  | Bříza, Cetnov, Dolní Dvory, Dřenice, Háje, Horní Dvory, Hradiště, Hrozňatov, Cheb, Chvoječná, Jindřichov, Klest, Loužek, Pelhřimov, Podhoří, Podhrad, Skalka, Střížov, Tršnice, Zlatý Vrch                                                        |
| Krásná (Schönbach)                   | község | Kamenná, Krásná |
| Křižovatka (Klinghart)               | község | Křižovatka, Nová Ves (Neudorf) |
| Lázně Kynžvart (Bad Königswart)      | város  | Lázně Kynžvart, Lazy |
| Libá (Liebenstein)                   | község | Hůrka, Libá |
| Lipová (Lindenhau)                   | község | Dolní Lažany (Unterlosau), Dolní Lipina (Unterlindau), Doubrava (Taubrath), Horní Lažany (Oberlosau), Lipová (Lindenhau), Mechová (Mies), Palič (Palitz), Stebnice (Stabnitz)                                                                     |
| Luby (Schönbach)                     | város  | Dolní Luby, Horní Luby, Luby, Opatov |
| Mariánské Lázně (Marienbad)          | város  | Hamrníky, Chotěnov-Skláře, Kladská, Mariánské Lázně, Stanoviště, Úšovice |
| Milhostov (Mühlessen)                | község | Hluboká, Milhostov, Vackovec |
| Milíkov (Miltigau)                   | község | Malá Šitboř, Milíkov, Mokřina, Těšov, Velká Šitboř |

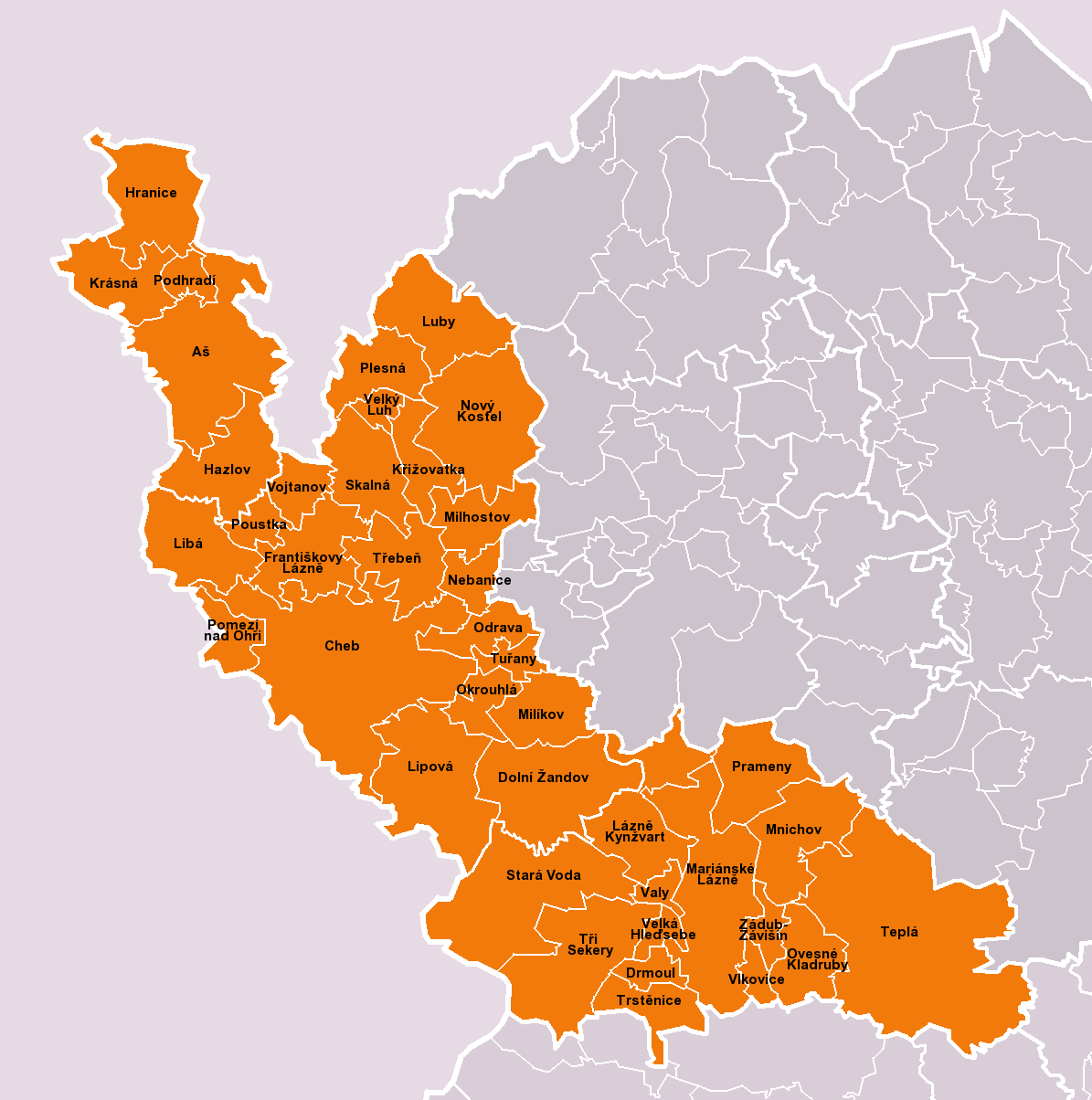
A Chebi járás városai és községei

| Mnichov (Einsiedl)                   | község | Mnichov (Einsiedl), Rájov (Rojau), Sítiny (Rauschenbach) |
| Nebanice (Nebanitz)                  | község | Hartoušov, Nebanice |
| Nový Kostel (Neukirchen)             | község | Bor u Kopaniny (Haid), Božetín (Fassattengrün), Čižebná (Zweifelsreuth), Horka (Berg), Hrzín (Hörsin), Kopanina (Frauenreuth), Lesná (Wallhof), Mlýnek (Mühlgrün), Oldřišská (Ullersgrün), Smírčí (Krondorf), Spálená (Brenndorf), Svažec (Ehmet) |
| Odrava (Kulsam)                      | község | Dobroše (Dobrassen), Mostov (Mostau), Obilná (Kornau), Odrava (Kulsam), Potočiště (Dürnbach) |
| Okrouhlá (Scheibenreuth)             | község | Jesenice, Okrouhlá |
| Ovesné Kladruby (Habakladrau)        | község | |
| Plesná (Fleißen)                     | város  | Lomnička, Plesná, Smrčina, Vackov |
| Podhradí (Neuberg)                   | község | |
| Pomezí nad Ohří (Mühlbach)           | község | Hraničná, Pomezí nad Ohří |
| Poustka (Oed)                        | község | Ostroh, Poustka |
| Prameny (Sangerberg)                 | község | |
| Skalná (Wildstein)                   | város  | Kateřina, Skalná, Vonšov, Starý Rybník, Zelená |
| Stará Voda (Altwasser)               | község | Sekerské Chalupy (Hackenhäuser), Stará Voda (Altwasser), Vysoká (Maiersgrün) |
| Teplá (Tepl)                         | város  | Babice, Beranov, Beranovka, Beroun, Bezvěrov, Bohuslav, Číhaná, Heřmanov, Horní Kramolín, Hoštěc, Jankovice, Kladruby, Klášter, Křepkovice, Mrázov, Nezdice, Pěkovice, Popovice, Poutnov, Rankovice, Služetín, Staré Sedlo, Teplá, Zahrádka       |
| Trstěnice (Neudorf b. Plan)          | község | Horní Ves, Trstěnice |
| Třebeň (Trebendorf)                  | község | Doubí (Aag), Chocovice (Kötschwitz), Dvorek (Höflas), Horní Ves (Oberndorf), Lesina (Hart), Lesinka (Harlas), Nový Drahov (Rohr), Povodí (Ensenbruck), Třebeň (Trebendorf), Vokov (Wogau)                                                         |
| Tři Sekery (Dreihacken)              | község | Chodovská Huť (Kuttenplaner Schmelzthal), Krásné (Schönthal), Tachovská Huť (Tachauer Schmelzthal), Tři Sekery (Dreihacken) |
| Tuřany (Thurn)                       | község | Lipoltov, Návrší, Tuřany |
| Valy (Schanz)                        | község | |
| Velká Hleďsebe (Großsichdichfür)     | község | Klimentov (Klemensdorf), Malá Hleďsebe (Kleinsichdichfür), Velká Hleďsebe |
| Velký Luh (Großloh)                  | község | |
| Vlkovice (Wilkowitz)                 | község | Martinov (Martnau), Vlkovice (Wilkowitz) |
| Vojtanov (Voitersreuth)              | község | Antonínova Výšina (Antonienhöhe), Mýtinka (Rossenreuth), Vojtanov, Zelený Háj (Hagengrün) |
| Zádub-Závišín (Hohendorf – Abaschin) | község | Milhostov (Müllestau), Zádub (Hohendorf), Závišín (Abaschin) |

## A járás területén fekvő megszűnt települések
- Újezd

## Fordítás
- Ez a szócikk részben vagy egészben az Okres Cheb című cseh Wikipédia-szócikk ezen változatának fordításán alapul.  Az eredeti cikk szerkesztőit annak laptörténete sorolja fel. Ez a jelzés csupán a megfogalmazás eredetét és a szerzői jogokat jelzi, nem szolgál a cikkben szereplő információk forrásmegjelöléseként.
- Ez a szócikk részben vagy egészben az Okres Cheb című német Wikipédia-szócikk ezen változatának fordításán alapul.  Az eredeti cikk szerkesztőit annak laptörténete sorolja fel. Ez a jelzés csupán a megfogalmazás eredetét és a szerzői jogokat jelzi, nem szolgál a cikkben szereplő információk forrásmegjelöléseként.